# Lone Star State
Lone Star State — хімічний танкер класу Handysize, проектом якого передбачене використання зрідженого природного газу як пального для двигунів. Переданий замовнику в грудні 2015 року, на кілька місяців раніше від хімовоза Ternsund. Проте останній одразу розпочав роботу на ЗПГ, тоді як Lone Star State відноситься до LNG-ready суден, які без суттєвих додаткових витрат можуть бути переведені на використання зрідженого газу при появі відповідної інфраструктури або посиленні екологічних вимог.
Танкер споруджений на верфі компанії General Dynamics NASSCO у Сан-Дієго (Каліфорнія) за проектом південнокорейської Daewoo Shipbuilding & Marine Engineering (DSME). Судно обладнане двигуном компанії MAN Diesel & Turbo.
Lone Star State збудований для компанії American Petroleum Tankers в межах замовлення на п'ять однотипних хімовозів. Крім того, три таких танкери замовила в Сан-Дієго інша компанія — SEA-Vista (спільне підприємство Seacor Holdings та Avista Capital Partners).